# Tonnerre sur l'océan Indien
Série
Surcouf, le tigre des sept mers
Pour plus de détails, voir Fiche technique et Distribution.
Tonnerre sur l'océan Indien (titre original : Il grande colpo di Surcouf) est un film franco-italo-espagnol réalisé par Sergio Bergonzelli et Roy Rowland et sorti en 1966.

## Synopsis
Le corsaire Robert Surcouf, chargé d’une mission secrète par Napoléon, s’attaque aux Anglais qui détiennent la citadelle de l’île de Mahé dans l'océan Indien. Il réussit sa mission, mais son frère cadet Nicolas est capturé. Surcouf va le délivrer grâce à l’aide de Margaret, son amour de naguère, devenue l’épouse du gouverneur de l’île, Lord Blackwood, son ennemi juré… 

## Fiche technique
- Titre original italien : Il grande colpo di Surcouf
- Titre français : Tonnerre sur l'océan Indien
- Titres alternatifs francophones : Le Retour de Surcouf, La Vengeance de Surcouf
- Titre espagnol : Tormenta sobre el Pacifico[1]
- Réalisation : Sergio Bergonzelli, Roy Rowland
- Scénario : José Antonio de la Loma, Georges de La Grandière, Gérald Savery, Giovanni Simonelli d’après une histoire de Georges de La Grandière et Jacques Séverac
- Dialogues : Guy Farrell
- Décors : Juan Alberto Soler
- Costumes : Román Calatayud
- Photographie : Juan Gelpi
- Montage : Jean-Michel Gautier
- Musique : Georges Garvarentz
- Producteurs : Roy Rowland, Nathan Wachsberger
- Sociétés de production : Balcázar Producciones Cinematográficas (Espagne), EDIC (Édition et Diffusion Cinématographique, France), Rialto Film (France), Arco Film (Italie)
- Sociétés de distribution : Cinévog (France), Lux (France), Paris Nord Distribution (France), Comptoir français du film, Audifilm (Italie), Robur (vente à l'étranger), StudioCanal (vente à l'étranger)
- Pays d'origine :  Espagne,  France,  Italie
- Langue originale : anglais
- Format : couleur par Technicolor — 35 mm — 2.35:1 Techniscope — son monophonique
- Genre : film d'aventure, film de cape et d'épée
- Durée : 99 minutes
- Date de sortie : 
  - France : décembre 1966
- (fr) Classification CNC : tous publics (visa d'exploitation no 30806 délivré le 30 novembre 1966)
- Affiche : Jean Mascii (France)

## Distribution
- Gérard Barray (VF : Lui-même) : Robert Surcouf
- Antonella Lualdi : Margaret
- Terence Morgan : Lord Julian Blackwood
- Geneviève Casile : Marie-Catherine Blaize de Maisonneuve
- Giani Esposito (crédité Luigi Esposito) : Napoléon
- Frank Oliveras (VF : Jean-Claude Michel) : Nicolas Surcouf
- Alberto Cevenni (VF : Pierre Fromont) : Ambroise Louis Garneray
- Tomás Blanco (VF : Roger Tréville) : le gouverneur Malartic
- Aldo Sambrell (VF : Gérard Darrieu) : le pirate « La Bombarde »
- Fernando Sancho (VF : Jacques Hilling) : le geôlier

## Production

### Tournage
Extérieurs : Barcelone (Espagne).

### Chanson
Surcouf, paroles de Noël Roux et musique de Georges Garvarentz, interprétée par Les Compagnons de la chanson.